# Grote Prijs Stad Zottegem 1990
Il Grote Prijs Stad Zottegem 1990, cinquantacinquesima edizione della corsa, si svolse il 21 agosto 1990 su un percorso di 186 km, con partenza e arrivo a Zottegem. Fu vinto dall'olandese Marco van der Hulst della Buckler davanti ai belgi Sammie Moreels e Chris Scharmin.

## Ordine d'arrivo (Top 10)
| Pos. | Corridore             | Squadra                           | Tempo    |
| ---- | --------------------- | --------------------------------- | -------- |
| 1    | Marco van der Hulst   | Buckler                           | 4h07'26" |
| 2    | Sammie Moreels        | Lotto-Superclub                   |          |
| 3    | Chris Scharmin        | La William-Saltos-Fodua-Euroclean |          |
| 4    | Roger Van Den Bossche | Isoglass-Garden Wood-Tonissteiner |          |
| 5    | Oleg Logvin           |                                   |          |
| 6    | Petr Privara          | Varta-ELK Haus-No                 |          |
| 7    | Ludo Giesberts        | La William-Saltos-Fodua-Euroclean |          |
| 8    | Milan Jurco           | Varta-ELK Haus-No                 |          |
| 9    | Corneille Daems       | La William-Saltos-Fodua-Euroclean |          |
| 10   | Frank Van Den Abeele  | Lotto-Superclub                   |          |